# Ludwisarz

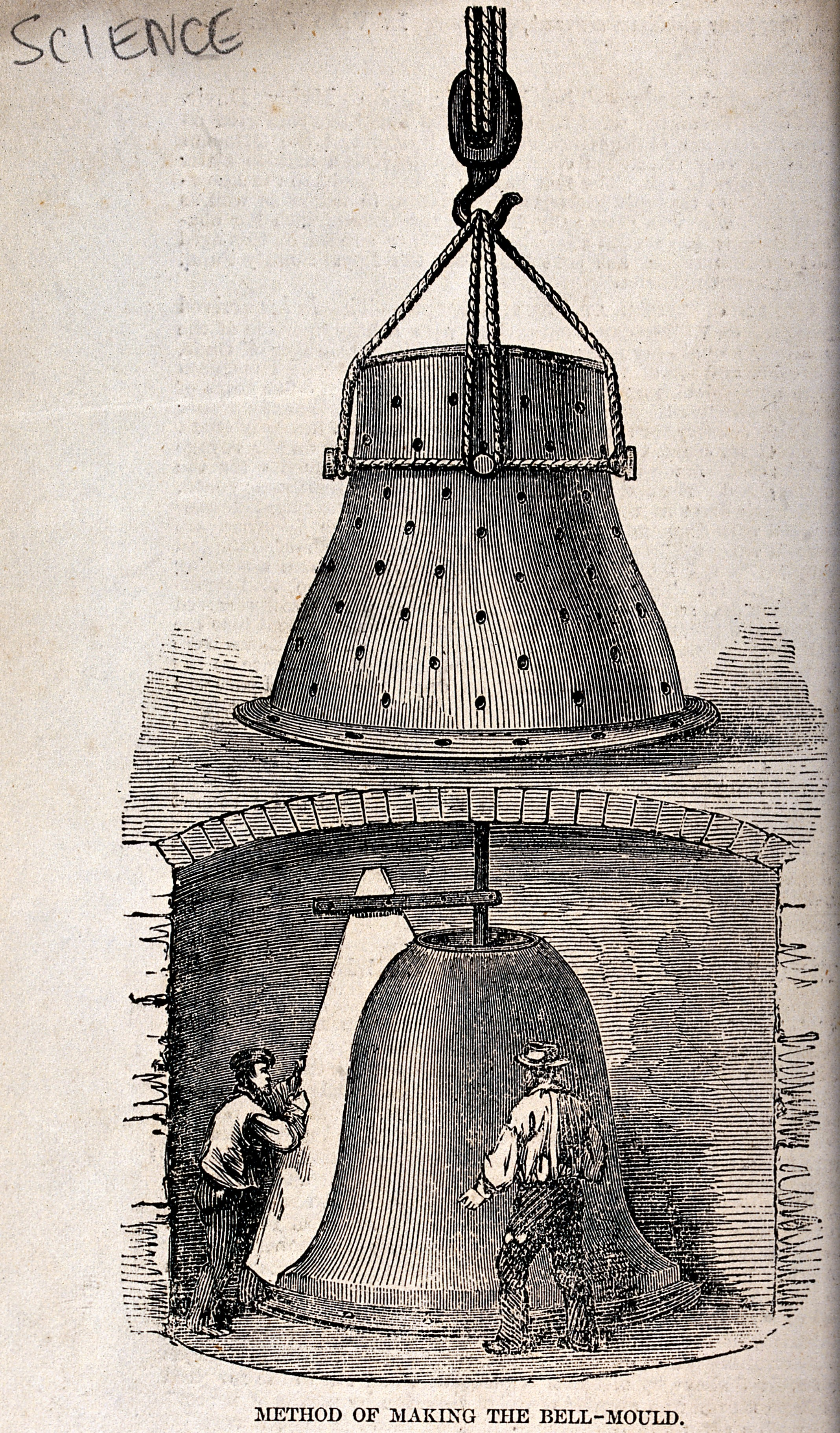
Ludwisarze przygotowujący formę na dzwon zegarowy do Nowego Pałacu Westminster, drzeworyt

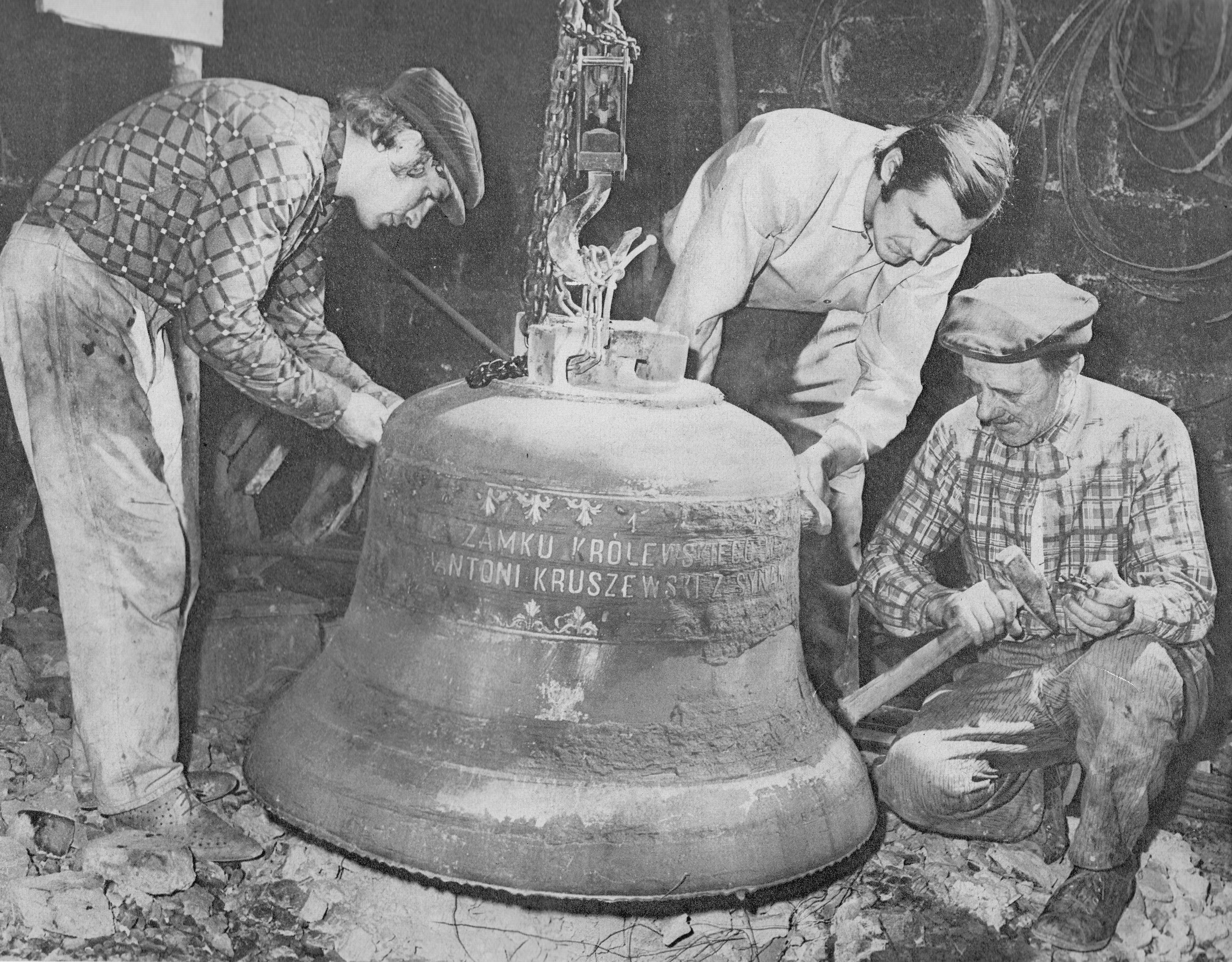
Antoni Kruszewski z synami. Ludwisarze z Węgrowa, z dzwonem odlanym dla Zamku Królewskiego w Warszawie

Ludwisarz (brązownik) – rzemieślnik odlewający z brązu, miedzi, mosiądzu lub spiżu dzwony, lufy do dział, posągi, świeczniki i przedmioty codziennego użytku.
Ludwisarstwo powstało w XII wieku. W XIX wieku rozpoczął się upadek tego rzemiosła w związku z rozwojem przemysłu metalurgicznego.
Współczesne ludwisarstwo jest rzemiosłem artystycznym. Nadal dostarcza dzwony do świątyń. Nieliczni już ludwisarze zajmują się głównie odlewem przedmiotów ozdobnych typu: klamki, świeczniki, lichtarze, kinkiety, popielniczki czy ozdoby do uprzęży konnych.

## Ludwisarze w Polsce
W Krakowie działali między innymi Jan i Maciej Meidnerowie, Samuel Szolz (1515), Petrus Camtrifusor (1536), Oswald Baldtner (1569), a także Józef Rozenberski (1638), Michał Wainhold (1669), Ignacy Huflaner, Piotr Wagner i inni. W Warszawie odlewali dzwony między innymi Wreden (1721), Benjamin Witweck (1715), a w XIX wieku działał Michał Zwoliński.
W Pietrzykowie w 1753 pracował ludwisarz Baltazar Roszkiewicz, w Poznaniu – Jan Zachariasz Neubert (1760), a we Lwowie – Jakub Skóra (1341), Caspar Frank (1633), Jan Andrzej Lebchert, Jan Bellman oraz Zygmunt Mozer. W Wilnie dzwony odlewał K.S. Skobelt, Szymon Bochwicz oraz Jan Delmars. Natomiast w Toruniu pracowali Augustyn Koescha (1659), Tomasz Litkensee (1632) i Marcin Schmiel (1522).
Heliasz Wagnerowicz odlewał dzwony w Lublinie. Odlał między innymi dzwon znajdujący się w kościele farnym w Nowym Sączu. W tym mieście pracowali również Tomasz Godax (1627) oraz Piotr Breczwel.
W 1846 w Białej założono Odlewnię dzwonów Karola Schwabe, firma działała w latach 1846–1945.
W Polsce dzwony wykonuje między innymi pracownia ludwisarska Felczyńskich w Przemyślu oraz Ludwisarnia Felczyńskich w Taciszowie, której tradycja sięga 1808. W 2015 Ministerstwo Kultury i Dziedzictwa Narodowego wpisało tradycyjną technikę ludwisarską stosowaną w Ludwisarni Felczyńskich w Taciszowie na krajową listę niematerialnego dziedzictwa kulturowego.